# Xysticus rainbowi
Xysticus rainbowi är en spindelart som beskrevs av Embrik Strand 1901. Xysticus rainbowi ingår i släktet Xysticus och familjen krabbspindlar. Inga underarter finns listade i Catalogue of Life.